# ベルギー医療構成部隊
ベルギー医療構成部隊（ベルギーいりょうこうせいぶたい、オランダ語: Medische Component、フランス語: Composante Médicale）は、ベルギー国内外での作戦においてベルギー軍隊員の医療支援を行い、人道支援に参加し、市民社会に一定のサービスを提供する衛生科部隊である。

## 組織
部隊は少将によって指揮され、以下の組織で構成されている。
- 医療部門作戦司令部（COMOPSMED）（エヴェレ所在)
  - 医療部門能力センター（ネーデル＝オーバー＝ヘーンべーク（英語版）所在）
  - アストリッド女王軍病院（ネーデル＝オーバー＝ヘーンべーク所在）
  - 第14医療大隊[2]（ヴィルボールデ（英語版）、ロンバールザイデ（英語版）所在）
    - 大隊本部およびサービス中隊、3個医療中隊（1中隊は航空構成部隊を、1中隊は海上構成部隊を、空挺降下の資格を持つ1中隊は特殊作戦連隊（英語版）を支援する）

  - 第23医療大隊[2]（レオポルドスブルグ（英語版）、マルシュ＝アン＝ファメンヌ所在）
    - 大隊本部およびサービス中隊、3個医療中隊（機械化旅団の部隊を含む陸上構成部隊を支援）

  - 第5医療物資および配給部隊（ニヴェル（英語版）所在）

## 階級
- ベルギー軍の階級（英語版）

## 装備

### 武器
- FN ファイブセブン
- FN P90

### 機材
- アグスタ A109
- ディア・アンド・カンパニー
- パンデュールI
- ルノー Premium Cargo
- トヨタ ランドクルーザー
- ウニモグ救急車4×4
- ボルボ10T
- ボルボリカバリー
- フォルクスワーゲン救急車 LT35
- 冷蔵車 プラズマ ボルボ（水温式）
- ボルボ 10T カーゴ (6X4)
- フォード・トランジット救急車

## 王族の隊員
- アメデオ・ド・ベルジック